# Sierra de Tramontana
La sierra de Tramontana (en mallorquín Serra de Tramuntana) es la principal sierra de las Islas Baleares, en España. La sierra está situada en el noroeste de la isla de Mallorca, de ahí su nombre, ya que la tramontana es el viento que llega de esa dirección, aunque más concretamente su componente norte, la cual es viento de Tramontana según la  rosa de los vientos locales (mediterráneos). Su origen se remonta al repliegue alpino de la era secundaria. En ella se hallan los tres grandes embalses de Mallorca: el Cúber, el Gorg Blau y el militar para uso de la base del Puig Mayor, de menor tamaño. Esta sierra también da nombre a una de las comarcas de Mallorca: la comarca de la Sierra de Tramontana. En junio de 2011, el paisaje cultural de la sierra fue declarado Patrimonio de la Humanidad por la Unesco.

## Orografía

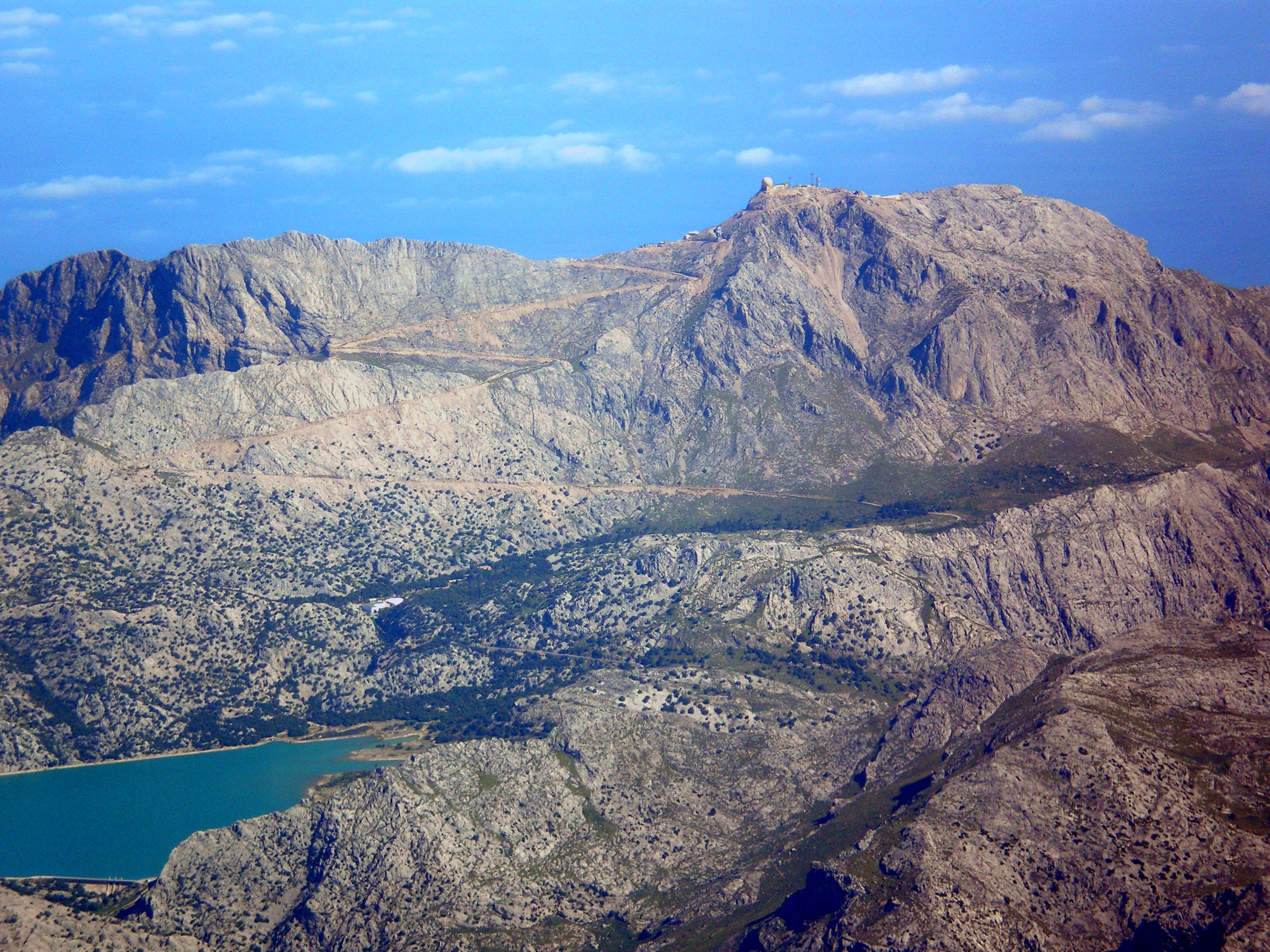
Puig Mayor (1445 m).

Su principal altura es el Puig Mayor, con 1445 metros de altura, que es la montaña más alta de Mallorca, así como de las Islas Baleares. Le sigue el Puig de Masanella (1364 m s. n. m.). En sus partes más altas encontramos numerosos endemismos y falta de vegetación típica mediterránea que se da en otras partes de la isla. Este macizo calcáreo posee abundantes zonas kársticas con cuevas, simas (una de las más famosas es la "Cova de sa Campana" de -358 m) y profundos cañones, el más conocido y reconocido a nivel mundial por su alta dificultad es el de "Sa Fosca", que sale desde el embalse del Gorg Blau en dirección al Torrent de Lluch, allí se unen formando el famoso Torrente de Pareis, con paredes verticales de hasta 300 m. En términos geológicos, se puede considerar la Sierra de Tramontana como una extensión de la Cordillera Bética.

## Accidentes geográficos

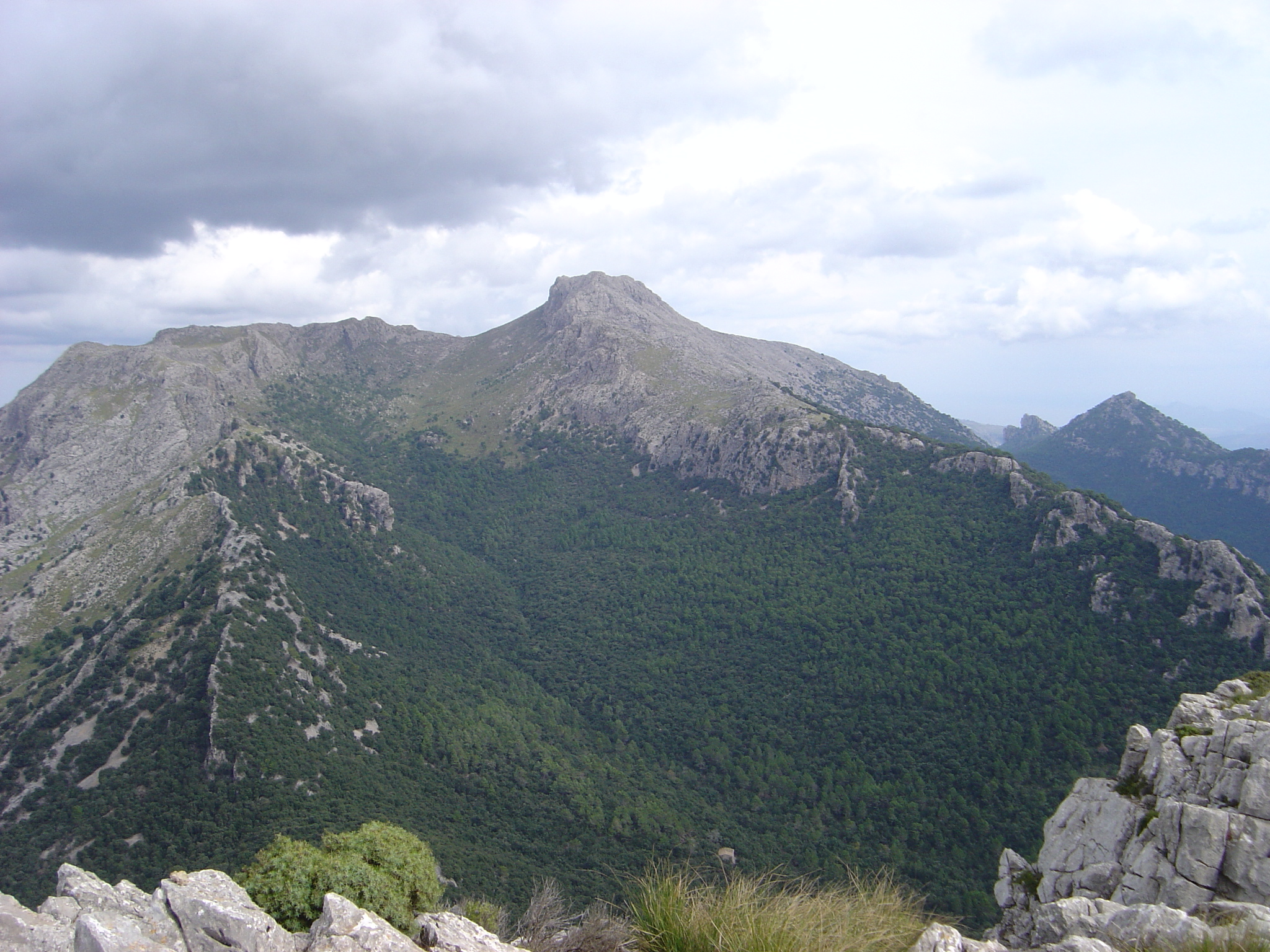
Puig de Masanella (1364 m).

La sierra septentrional de Mallorca presenta 54 cimas con más de mil metros, algunas de las cuales son:
- Sierra de Son Torrella
- Sierra de Alfabia
- Puig Mayor (1445 m s. n. m.)
- Penyal des Migdia (1398 m s. n. m.)
- Puig de Massanella (1365 m s. n. m.)
- Puig d'en Galileu (1181 m s. n. m.)
- Puig Tomir (1103 m s. n. m.)
- L'Ofre (1093 m s. n. m.)
- Puig del Teix (1064 m s. n. m.)
- Pico de Galazón (1027 m s. n. m.)

Ejemplos de montañas de menor altura son:
- Sa Comuna (819 m s. n. m.)
- Sa Figuera
- Pujol d'en Banya (598 m s. n. m.)
- Puig des Moro

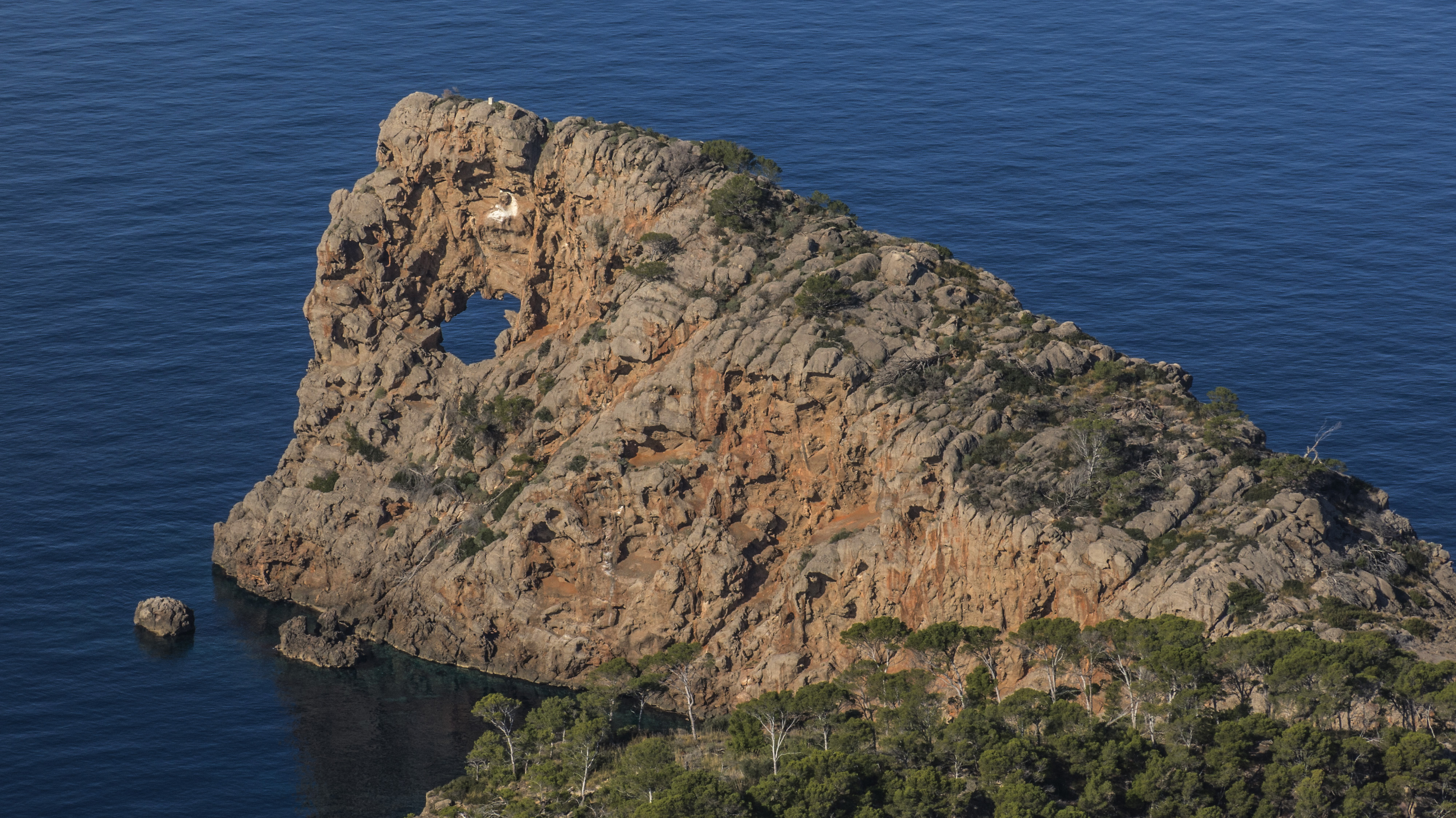
Sa Foradada.

Además, la sierra presenta otros accidentes geográficos relevantes, como:
- Torrent de Pareis
- Barranc de Biniaraix
- Torrent de Mortitx
- Torrent des Lli
- Coma de n'Arbona
- Torrent del Filiat

## Biodiversidad
La Sierra de Tramontana alberga una impresionante diversidad de vida vegetal y animal, incluyendo 25 especies botánicas endémicas y 7 endemismos exclusivamente mallorquines.
Las especies vegetales notables de la Sierra se extienden desde la resistente encina balear hasta las delicadas flores de la violeta de penyal. Otros componentes de este mosaico botánico incluyen el romero, la genista, la siempreviva, el madroño, la garriga, el serbal, el pino carrasco, el tejo, el arce, el boj, la jara, la lavanda y el tomillo.
La fauna terrestre es igualmente diversa. Entre los vertebrados destacan la marta, la comadreja, la gineta y el erizo. Los anfibios y reptiles, a pesar de ser menos numerosos, son representados por especies tan singulares como el sapo partero balear y el sapo Ferreret.
El cielo de la Sierra de Tramontana está surcado por una variedad de aves, desde la majestuosa águila pescadora y el águila calzada hasta el halcón de Eleonora, el buitre negro, la lechuza y el autillo. La región también sirve de hogar para colonias de aves marinas, como la gaviota común y el cormorán.

## Turismo Responsable
La Sierra de Tramontana recibe numerosos visitantes anualmente debido a su singular biodiversidad y atractivos paisajes. En respuesta a esta afluencia, se ha desarrollado un enfoque de turismo responsable para minimizar el impacto ambiental y preservar la naturaleza única de la región.
Las fincas y los hoteles rurales de la zona colaboran en la organización de actividades que promueven este tipo de turismo, como senderismo, ciclismo y observación de aves, además de visitas culturales con especial atención al respeto por el entorno natural y cultural. La educación ambiental es una constante en la visita a la Sierra, subrayando la importancia de la conservación.